# Cách mạng Vinh quang
Cuộc Cách mạng Vinh Quang, cũng gọi là Cách mạng năm 1688, là sự kiện vua James II của Anh (VII của Scotland và II của Ireland) bị lật đổ vào năm 1688 bởi liên minh giữa các thành viên Quốc hội và đội quân viễn chinh do quan Tổng đốc Hà Lan là William xứ Orange của Orange-Nassau, với kết quả là William lên ngôi báu nước Anh (tức William III) đồng trị vì với vợ là Nữ hoàng Mary II.
Cuộc khủng hoảng vây quanh Quốc vương James II đã lên tới đỉnh điểm vào năm 1688, khi Hoàng hậu sinh hạ một hoàng tử là James Francis Edward Stuart vào ngày 10 tháng 6 (theo lịch Julian). Cho đến lúc đó, ngai vàng có khả năng được trao cho con gái của ông là Mary - một tín đồ Kháng Cách, vợ của William xứ Orange. Với việc hoàng tử James Francis Edward Stuart ra đời thì càng có khả năng một Vương triều Giáo hội Công giáo Rôma lên ngôi ở các Vương quốc Anh, Ireland, và Scotland. Vốn đã phẫn nộ vì nhà vua sùng Công giáo và thân Pháp, những lãnh đạo chủ chốt của phái Tory liên minh với các thành viên của phái Wig và mời William xứ Orange đến Anh, để giải quyết cuộc khủng hoảng.
Từ "Cách mạng Vinh Quang" (Glorious Revolution) được John Hampden sử dụng lần đầu tiên vào cuối năma 1689, và cho đến nay, từ này vẫn được sử dụng bởi Quốc hội Anh. Có khi cuộc Cách mạng Vinh Quang cũng được gọi là Cách mạng không đổ máu, dù bảo vậy là sai. Tại Anh Quốc, có hai cuộc chạm trán lớn giữa hai đội quân, và những cuộc nổi dậy chống Công giáo ở vài thị trấn. Cũng có cuộc Chiến tranh Williamite tại Ireland và cuộc giao chiến ác liệt tại Scotland (nổi bật với các trận đánh tại Killicrankie và Dunkeld). Cuộc Cách mạng cũng dẫn tới việc xóa bỏ thuộc địa New England và sự sụp đổ của chính quyền Maryland.
Cuộc Cách mạng gắn liền với các sự kiện của cuộc Chiến tranh Đại Liên minh tại lục địa châu Âu, và có thể được xem là cuộc viễn chinh nước Anh cuối cùng giành thắng lợi. Có thể kết luận rằng việc lật đổ James đã mở đầu cho chế độ dân chủ Quốc hội của nước Anh cận hiện đại: từ đây, không một Quân vương nào nắm giữ đại quyền, và Luật về các Quyền trở thành một trong những văn kiện quan trọng trong lịch sử chính trị của nước Anh. Việc phế truất ông vua Giáo hội Công giáo Rôma James II đã xóa bỏ bất kỳ một cơ hội lập lại Công giáo nào tại Anh Quốc, và dẫn tới sự tự do hạn chế đối với các tín đồ Kháng Cách ly khai; sẽ còn có một khoảng thời gian ngắn trước khi họ có đầy đủ quyền lợi chính trị. Tuy nhiên, đối với các tín đồ Công giáo, cuộc Cách mạng là một thảm họa về mặt chính trị và xã hội. Họ bị mất quyền bầu cử và ngồi trên ghế Quốc hội Westminster trong suốt hơn 100 năm sau đó. Họ cũng không có được các nghĩa vụ trong Quân đội; và một Quân vương bị cấm làm người Công giáo hoặc cưới một người Công giáo, từ đó đem lại quyền kế vị cho người Kháng Cách.
Cuộc viễn chinh đã chấm dứt tất cả những nỗ lực của Anh, trong các cuộc Chiến tranh Anh-Hà Lan vào thế kỷ 17, để khuất phục Cộng hòa Hà Lan bằng lực lượng quân sự. Tuy nhiên, liên minh cá nhân và sự hợp tác giữa Hải quân Anh và Hải quân Hà Lan làm thay đổi tình hình nền thương mại thế giới từ Cộng hòa Hà Lan tới Anh Quốc.

## Chú giải
Ghi chú
1. ↑  In this article "New Style" means the start of year is adjusted to 1 January. Events on the European mainland are usually given using the Gregorian calendar, while events in Great Britain and Ireland are usually given using the Julian calendar with the year adjusted to 1 January. Dates with no explicit Julian or Gregorian postscript will be using the same calendar as the last date with an explicit postscript.
2. ↑  The English Civil War (also known as the Great Rebellion) was still within living memory for most of the major English participants in the events of 1688, and for them, in comparison to that war (or even the Monmouth Rebellion of 1685) the deaths in the conflict of 1688 were mercifully few.
3. ↑  England, Scotland, and Ireland at time shared a king but were still in theory separate realms with their own parliaments. However in practice the Irish parliament had been completely under the control of Westminster since Poynings Law of 1494, but Scotland still had a degree of independence.

Chú thích
1. ↑  Coward 1980, tr. 298–302.
2. ↑  In testimony before a House of Lords committee in the autumn of 1689 (Schwoerer 2004, tr. 3).
3. ↑  "The Glorious Revolution". www.parliament.uk. Bản gốc lưu trữ ngày 25 tháng 6 năm 2009. Truy cập ngày 15 tháng 8 năm 2010. {{Chú thích web}}: Liên kết ngoài trong |publisher= (trợ giúp)
4. ↑  See e.g. Israel 1991, tr. 105; see also Israel & Parker 1991, tr. 335–364